# Nerdcore hip hop
Nerdcore hip hop, geeksta rap, rap-play o frikirap es un subgénero de la música hip hop que es interpretado por nerds o geeks y es caracterizado por temas y asuntos considerados de interés general para ellos, aunque pueden ser de interés para otros. MC Frontalot acuñó el término en el año 2000 en la canción "Nerdcore Hiphop". Como un nicho del género, el nerdcore generalmente se apega a la ética DIY, y tiene una fuerte tradición amateur de auto-publicación y auto-producción.
Aunque los raperos nerdcore hacen rimas acerca de casi todo, desde el uso no medicinal de Dextrometorfano (MC Chris, "The Tussin") hasta política (MC Frontalot, "Special Delivery"; MC Lars "UK Visa Versa"), existen temas recurrentes en el nerdcore, incluyendo Star Wars (Frontalot, "Yellow Lasers"; 2 Skinnee J's, "Mind Trick"; mc chris, "Fett's Vette"; MC Lars, "Space Game"), ciencia (MC Hawking, "Entropy"; 2 Skinnee J's, "Pluto"), y computadoras (Optimus Rhyme, "Reboot"; Monzy, "Drama in the PhD"; MC Plus+, "Computer Science for Life"). Hacer música sobre estos temas no lo hacen automáticamente a uno nerdcore, también son temas populares en geek rock, filk, Freak metal y otros géneros nerds; la combinación de Hip Hop y el tema los hace nerdcore. Aunque algo menos común, hay artistas de Hip Hop que han grabado composiciones que se enfocan en temas similares, pero no son generalmente considerados nerdcore. (Un ejemplo sería Blackalicious, que no son generalmente considerados artistas nerdcore a pesar de canciones orientadas a la ciencia como "Chemical Calisthenics".) Por el contrario uno no necesita enfocarse en esos temas para ser nerdcore: la mayoría de las canciones por dos de los líderes indiscutibles del género, Frontalot y Mc Chris, no se enfocan exclusivamente en temas estereotípicamente nerds. La diferencia es en gran medida la autoidentificación: Blackalicious no se identifica como "nerd", mientras que Frontalot y Chris sí lo hacen.
La palabra "nerdcore" es usada ocasionalmente también como un adjetivo para describir un "hardcore nerd" (que es, alguien que públicamente está orgulloso de ser nerd) o algo que es nerd a un nivel extremo, algo considerado complementario en la comunidad.

## Sonido
El nerdcore no tiene un sonido musical unificado, y el sonido varía ampliamente de MC a MC. Una canción común, especialmente en los días tempranos del género, es música sampleada.
MC Frontalot trata esto directamente en su canción de 1999 "Good old Clyde", un agradecimiento a Clyde Stubblefield por la Música break "Funky drummer" - que fue sampleada para proveer el ritmo de la canción. Las fuentes de sampleo en el nercore varían de Vanilla Ice ("Ninja Rap", sampleado en el "Bad (dd) Runner)"de Mc Chris) a Mozart ("Rondo Alla Turca", en "Computer Science for Life" de Mc Plus+. Nerdrap Entertainment System de YTCracker es un álbum entero hecho primariamente con sampleados de juegos de 8 bits de Nintendo. Aunque algunos artistas se han dejado de hacer esto -Frontalot, por ejemplo, completamente remixó varias canciones para remover samplados no claros antes de comercializarlos en su álbum del 2005 Nerdcore Rising- aún sigue siendo algo común, ya que la mayoría de las pistas nerdcore no son hechas comercialmente y por lo tanto atraen poca o ninguna atención de la RIAA.
Varios DJs han probado ritmos y hecho remixes para muchos artistas nerdcore, más notablemente Baddd Spellah, quien actualmente mezcla la mayoría de las pistas de Frontalot. Spellah también ganó la competición de remixes de Mc Chris en el 2004.

## Historia del nerdcore
El término "nerdcore hip hop" fue acuñado en el 2000 por MC Frontalot. Sin embargo, el género en sí mismo data de al menos 1998. Incluso antes, artistas tan variados como Kool Keith, Deltron 3030, MC 900 Ft. Jesus, y Daniel Dumile comenzaron a explorar asuntos muy lejanos al de la cultura hip hip tradicional, incluyendo temas estereotípicamente "nerds" como el espacio y la ciencia ficción. Aunque estos artistas underground estaban generalmente fuera de la cultura geek y no son considerados nerdcore, podría decirse que ellos prepararon el escenario para artistas como Frontalot, quien ha escuchado a varios de ellos como influencia. El nerdcore tuvo clara influencia de la cultura geek también, incluyendo roqueros geek como They Might Be Giants, parodistas como "Weird Al" Yankovic (quien lanzó un rap llamado "It's All About The Pentiums" en 1999 y "White & Nerdy" en el 2006), y otros.
En 1998 2 Skinnee J's lanzaron el álbum $upermercado, presentando la canción llamada "Riot Nrrrd", que, a pesar de haber sido anterior al término "hip hop nerdcore" por al menos dos años, puede, sin embargo, ser llamada la primera canción verdaderamente nerdcore en ganar amplia difusión. El título, es un juego de palabras del movimiento punk underground ""riot grrrl", y pudo haber venido de la influencia de la novela de Douglas Coupland del año 1995 llamada Microserfs. "Riot Nrrrd" apareció como la canción de la película Jamás besada un año después. Sin embargo fue solo en el siglo XXI que el nerdcore apareció por sí solo, con Frontalot como líder. El nuevo género era popular en la comunidad nerd desde el principio. Nuevos artistas comenzaron a aparecer y ganar prominencia, aunque solo unos pocos ganaron seguidores reales.
En el 2005, el nuevo subgénero de geeksta rap (llamado así por el gangsta rap) emergió definitivamente, muy independiente del más tradicional nerdcore. La diferencia estaba en la lírica y la actitud; los artistas geeksta (mayoritariamente computer scientists) se enfocaron en proclamar su proeza con computadoras y otras habilidades técnicas. 
El artista MC Lars logró algo de éxito con "Download This Song en el 2006, especialmente en Australia. El sencillo recibió amplia difusión en la radio y el vídeo era pasado en canales de TV. Este pasó ocho semanas en los rankings de la RIAA de Australia, llegando al puesto #29.

## Artistas nerdcore notables
- Wikiquote alberga frases célebres de o sobre Nerdcore hip hop.

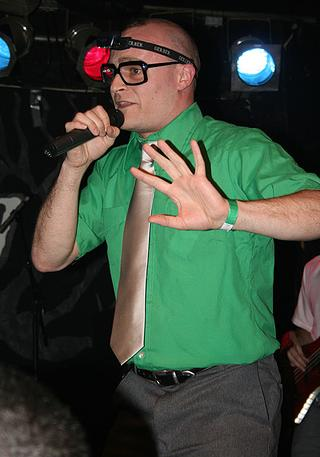
MC Frontalot - En vivo - abril de 2007.

No hay definición canónica de nerdcore. La definición general de un artista nerdcore sería "un rapero que también es un nerd". Sin embargo, no todos aceptan esto. Algunos limitan el género a artistas que abiertamente se proclaman a sí mismos como "nerdcore", que automáticamente se opone a cualquier artista que dejó de grabar antes de que Frontalot acuñara el término en el 2000. Otros consideran a las bandas nerdcore, si son llamadas así por otros artistas. Muchos automáticamente excluyen artistas que han lanzado discos en una discográfica grande o han tenido algún nivel de éxito comercial, mientras otros consideran esto irrelevante. Además, es algo difícil definir nerdcore en algún contexto, debido a dos hechos: casi todo nerdcore es auto producido y auto distribuido, y el género no ha sido separado en mainstream no-nerd ( Algunos casos de "éxito" notable, son MC Lars quién ha recibido una emisión en canales de vídeos británicos, 2 Skinnee J's con "Riot Nrrrd" recibiendo una emisión limitada en algunas radios de Rock Alternativo de Estados Unidos a finales de los 90's, y mc chris con "Hoodie Ninja" en comerciales de automóviles en los Estados Unidos cómo también el tema "Fetts Vette" en la película "Zack and Miri Make a Porno".A nivel hispanohablante, Zarcort podría ser considerado el mayor "caso de éxito" tras que firmase Warner Music Spain ). En la escena hip- hop hispanohablante, Porta podría ser considerado uno de los precedesores del Nerdcore en español con sus canciones del 2006 "Tetris Rap" y"Dragon Ball Rap", canciones que alcanzaron gran popularidad .En la misma escena, Santaflow ayudaría a consolidar el subgénero con su canción del 2009 "Street Fighter".El subgénero tendría un pequeño boom en internet, con el paso del tiempo, haciéndose en bastante popular durante los 2010s especialmente en la comunidad española / latino americana de Youtube gracias a artistas cómo Zarcort, Piter - G, Keyblade y Cyclo (musico). Muchos también creen que los Beach Boys contribuyeron al concepto, con su canción de 1969 "Surfin Mainframe". Algunos grandes participantes en la escena nerdcore incluiría a los siguientes:
En inglés
- MC Frontalot
- MC Chris
- Captain Dan & The Scurvy Crew
- DAGames
- Dan Bull
- Dual Core
- ERB
- MC Hawking
- 2 Skinnee J's
- Beefy
- High-C
- Futuristic Sex Robotz
- Iko The Rainman
- Jesse Dangerously
- JT Music
- MC Lars
- MC Plus+
- MC Router
- MC Stormtroopa
- Mega Ran
- Monzy
- Madhatter (Rapero)
- Optimus Rhyme
- QBasic
- Shael Riley
- Sammus
- Starbomb
- Schäffer the Darklord
- The Nana Squad
- Tanne MC
- Trav B Ryan
- Wordburglar
- YTCracker
- ZeaLouS1

En español
- Zarcort
- Piter-G
- Kronno Zombie
- Cyclo (musico)
- Keyblade
- Ikerplan
- Porta
- Doblecero
- Jay F
- Ivangel Music

Beatmakers
- Deoxys Beats
- Quajen

## En los medios
- Fichaje de Zarcort por parte de Warner Music Spain : http://www.warnermusic.es/project-category/zarcort/
- Nerdcore Rising Un documental que sigue a MC Frontalot en su primer tour por EE. UU.:"Documental completo" (En inglés )
- Scott, Toby. "Beware geeks bearing riffs." The Guardian June 17, 2002.
- Andrews, Robert. "Rap Marketing Comes to Nerdcore." Wired June 23, 2005.
- The Brian Lehrer Show. "(Not So) Hip-Hop." WNYC, Nueva York. August 11, 2005. An audio interview with MC Frontalot (MP3 format)
- Colgan, Jim. "Nerd Hip-Hop, Flowing Like Han Solo" NPR November 7, 2005.
- Reed, Bryan. "Nerdcore Hip-Hop" The Daily Tarheel December 8, 2005.
- Clendenin, Mike. "Geeksta Rappers Rhyme Tech Talk" EE Times February 13, 2006.
- "Nerdcore Gangsta Hip-Hop" Cool.com.au February 27, 2006.
- Nerdcore For Life A documentary film that profiles the world of Nerdcore Hip-Hop. (trailer)
- Thomasson, Roger. "Me So Nerdy" Wired September 2006.
- Doctorow, Cory. Nerdcore for Life documentary - trailer BoingBoing December 11, 2006.
- Jardín, Xeni. Nerdcore shows in Vegas, January 8-9 Archivado el 29 de junio de 2007 en Wayback Machine. BoingBoing December 28, 2006.
- Braiker, Brian. America's White Rapper Moment. MSNBC/Newsweek. Jan 2007.
- Tanz, Jason. "Nerdcore and the Future of Music" Esquire. March 2007.
- Carroll, Caitlan Marketplace - American Nerdcore (enlace roto disponible en Internet Archive; véase el historial, la primera versión y la última).
- solipsistic NATION No.4: Nerdcore Podcast. Interviews and music from artists (MC Frontalot, Ultraklystron, High-C, YTCracker, funky49, Ham-STAR and Beefy) from the emerging genre of Nerdcore.
- solipsistic NATION No.31: L33T Podcast. Music from artists (Benjamin Bear, Old Scratch, Metamystiks Incorporated, Dr. Octagon, Myf, Super Dragon X, Futuristic Sex Robots, Nursehella, Beefy, MC Hawking, MC Frontalot, Rai, Ultraklystron, funky49 and redvoid, Baddd Spellah, YTcracker) from the genre of Nerdcore.